# Godefroid Munongo
Godefroid Munongo Mwenda M'Siri, född den 20 november 1925 i Bunkeya, Haut-Katanga, död den 28 maj 1992, var en kongolesisk politiker. Han var inrikesminister 1960-65 och en kort tid 1961 interimspresident. 

## Biografi
Munongo var ättling till kung M'siri av Nyamwezi som grundade staten Garenganze under den senare halvan av artonhundratalet. År 1960 var han den andreman i CONAKAT tillsammans Moïse Kapenda Tshombe. Han var interimspresident i Katanga-provinsen 26 april-22 juni 1961.
Munongo var inrikesminister i Katangaregering 1960-64 och i Moise Tshombes kongolesiska centralregering 1964-65. Han ledde sedan den östra Katangaprovinsen till den 24 april 1966 då provinsen slogs samman med grannprovinsen Lualaba. Därefter var han guvernör i Södra Katanga till den 5 november 1966.
Det har hävdats att Munongo var inblandad i etnisk rensning i Katanga åren 1960-1962 och försökte få Belgien att hjälpa honom. Han var också delaktig i mordet på premiärminister Patrice Lumumba 1961. Före sin död citerades Munongo i en tidning där han sade att om Lumumba kom till Katanga, så skulle han göra vad belgarna inte kunde göra och det var att döda honom. 
Lumumba och två andra ministrar misshandlades under en flygresa till Katanga. Nära flygplatsen vid Luano i Lubumbashi blev alla torterade och Lumumba personligen attackerades av Katangas ledare inklusive Munongo och belgiska officerare. Efter att de arkebuserats löstes deras kroppar upp i syra. I rapporter sa Munongo, "Jag kommer att tala uppriktigt, Om folk anklagar oss för att ha dödat Lumumba, kommer jag att svara: Bevisa det."
Munongo erkändes av det styrande rådet som den femte M’siri och intog tronen den 12 september 1976. Familjens hemsida skriver att Munongo skulle bryta sin tystnad om mordet på Lumumba. Han drabbades dock samma dag som offentliggörandet av en hjärtattack och dog den 28 maj 1992.